# Atokoligbé
Atokolibé est l'un des neuf arrondissements de la commune de Bantè dans le département du Collines au Bénin.

## Géographie
Atokolibé est un chef lieu d'arrondissement situé au centre du Bénin et compte 4 villages que sont Agbon, Aloba, Atokolibé et Malomi.
Il est limité au sud par le village Agbon situé au bord de la voie Inter-État II (Savalou-Djoudjou), au nord par le territoire d'Agoua, à l'ouest par Malomi et à l'est par voie Inter-État II. 

## Démographie
Selon le recensement de la population de 2013 conduit par l'Institut national de la statistique et de l'analyse économique (INSAE), Atokoligbé compte 12 863 habitants  .